# Пересильд, Анна Алексеевна
А́нна Алексе́евна Переси́льд (род. 20 мая 2009, Москва, Россия) — российская актриса. Получила широкую известность в первую очередь благодаря роли Айгуль в сериале «Слово пацана. Кровь на асфальте» (2023).

## Биография
Анна Пересильд родилась 20 мая 2009 года в Москве. Её мать — актриса Юлия Пересильд, отец — режиссёр Алексей Учитель. Известно, что родители Анны были против того, чтобы она начинала карьеру в кино, и какое-то время отклоняли соответствующие предложения. Тем не менее в 2018 году Анна получила роль в фильме Сергея Мокрицкого «Черновик». В 2020 году она снялась в картине Наталии Кончаловской «Первый снег», в 2022 году сыграла главную роль девочки-альбиноса Муки в фильме Анны Гороян «Тибра», причём получила за эту работу главную женскую награду на кинофестивале «SOL» в Торревьехе. Её игру высоко оценили рецензенты.
В 2023 году Анна Пересильд появилась в сериале Жоры Крыжовникова «Слово пацана. Кровь на асфальте» в одной из главных ролей. Она сыграла Айгуль. «Слово пацана» стало одним из самых громких российских телепроектов 2023 года, а Анна за счёт этого быстро обошла по популярности свою мать: об этом говорят, в частности, данные поисковой системы Яндекса.
Анна Пересильд рано стала объектом интереса СМИ как дочь знаменитой матери. Ряд федеральных телеканалов взял у неё интервью в 2021 году в Байконуре, когда Юлия Пересильд находилась в космосе, на съёмках фильма «Вызов». Анна Пересильд исполнила одноимённую песню, написанную для фильма. Мать и дочь участвовали в телевизионном шоу «Две звезды».

## Фильмография
| Год  |   | Название                        | Роль                   |
| ---- | - | ------------------------------- | ---------------------- |
| 2018 | ф | Черновик                        | дочь Петра Николаевича |
| 2021 | ф | Первый снег                     | Алиса                  |
| 2022 | ф | Тибра                           | Мука                   |
| 2023 | с | Слово пацана. Кровь на асфальте | Айгуль Ахмерова        |
| 2024 | ф | Нежность 2                      | Агата                  |
| 2024 | с | Черновик                        | дочь Петра Николаевича |
| 2025 | ф | Алиса в Стране чудес            | Алиса                  |